# Naturschutzgebiet Watzenberg
Das NSG Watzenberg befindet sich östlich von Kirspenich, Bad Münstereifel in einem stillgelegten Steinbruch nördlich des Zwergbergs und westlich des Watzenbergs (300 m NN). Im östlichen Bereich des Steinbruchs befand sich eine Flakstellung. 
Der Status als Naturschutzgebiet besteht seit 2008. Die Gesamtfläche beträgt 9,5 ha. Sie dient als Rückzugsraum.